# Karl Friedrich von Hufnagel

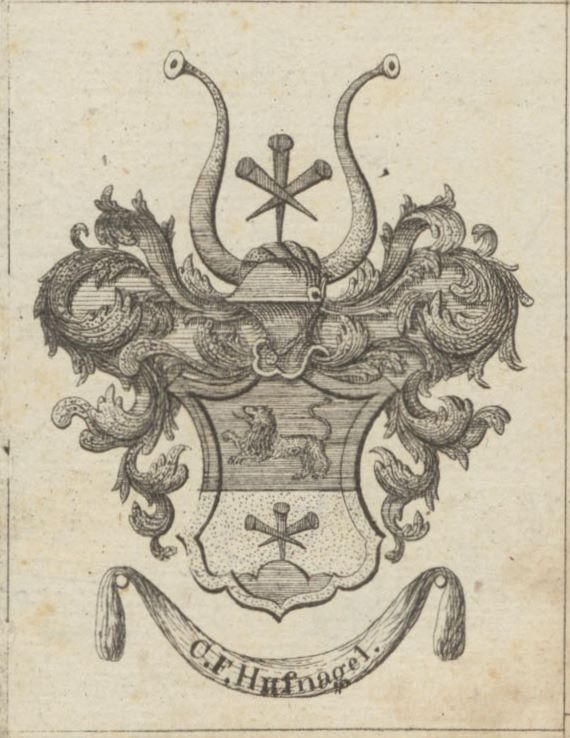
Wappen von Karl Friedrich von Hufnagel

Karl Friedrich Hufnagel, ab 1835 von Hufnagel, (* 7. Februar 1788 in Schwäbisch Hall; † 18. April 1848 in Tübingen) war ein deutscher Rechtswissenschaftler und Politiker.

## Leben
Der Sohn des Schwäbisch Haller Stadtschreibers Johann Karl Hufnagel genoss eine frühe Schulbildung bei Friedrich David Gräter und Christoph Gottfried Bardili. Zu Beginn des Jahres 1806 ging Hufnagel an die Universität Erlangen, an der er unter anderen bei Christian Friedrich von Glück Rechtswissenschaften studierte. Er wechselte an die Universität Tübingen und bestand dort die Advokatenprüfung mit der Zensur „vorzüglich gut“. Nach kurzer Advokatentätigkeit wurde er 1810 Auditeur beim württembergischen Militär und ging als solcher mit nach Russland, wurde allerdings aufgrund seiner schwachen Gesundheit bereits im April 1813 wieder aus dem Militärdienst entlassen.
Von 1825 bis 1838 war Hufnagel Mitglied der Zweiten Kammer der Württembergischen Landstände, zunächst für das Oberamt Hall und dann ab 1833 für das Oberamt Heidenheim. 1836 wurde er in den Adelsstand erhoben.
1828 wurde Hufnagel die Stelle eines Rats beim Zivilsenat des Gerichtshofes in Eßlingen übertragen, bevor er 1831 Dirigent des Zivilsenats des Gerichtshofs in Ellwangen mit dem Titel Obertribunalrat wurde. 1836 ging er als solcher zurück an den Gerichtshof in Eßlingen. Es folgte 1839 eine Stellung als Ministerialrat im Justizministerium Württembergs, bevor er 1842 Direktor des Gerichtshofes in Tübingen wurde.
1828 wurde Hufnagel die Begutachtung der württembergischen Pfand- und Prioritätsgesetzgebung des Jahres 1825 übertragen, 1839 war er Korreferent und Redigent des Kommissionsberichts für das Württembergische Strafgesetzbuches. Seine letzte Arbeit war eine Rezension des Entwurfs der Bürgerlichen Proceßordnung für Württemberg im Jahr 1848.

## Ehrungen
- 1828 Ehrendoktorwürde der Universität Tübingen (Dr. jur. h.c.)
- 1835 Ritterkreuz des Ordens der Württembergischen Krone[1] welcher mit dem persönlichen Adelstitel (Nobilitierung) verbunden war.

## Werke (Auswahl)
- Belehrung der württemberg. Gemeinderäthe über das Pfand-, Prioritäts- und Executionsgesetz, Tübingen 1825.
- Beleuchtung der in Ansehung der Saline zu Schwäbisch-Hall bestehenden Rechtsverhältnisse, Tübingen 1827.
- Die Gerichtsverfassungen der deutschen Bundesstaaten, Tübingen 1829.
- Commentar über das Strafgesetzbuch für das Königr. Württemberg zunächst für Praktiker, Stuttgart 1840 und 1842.
- Neue Präjudicien der württemberg. höheren Gerichte, Berichtigungen und Zusätze zu dem Commentar über das Strafgesetzbuch, Tübingen 1844.
- Das Strafgesetzbuch für das Königr. Württemberg mit erläuternden Anmerkungen vornemlich aus der Praxis der Gerichte, Tübingen 1845.
- Mittheilungen aus der Praxis der württemb. Civilgerichte, 1846 und 1848.